# Ландшафтоведение
Ландшафтоведение — географическая наука, изучающая строение, происхождение, функционирование, динамику и трансформацию земных ландшафтов.

## Системные парадигмы ландшафтоведения
- Наличие структурных элементов ландшафта, взаимодействующих между собой. Каждый элемент может существовать в системе потому, что он получает информацию или энергию от других элементов. Отсюда следует закон необходимого разнообразия.
- Целостность системы ландшафтов и несводимость её к простой сумме составляющих элементов.
- Взаимодействие ландшафта со средой в качестве особого самостоятельного единства, посредством прямых и обратных связей.
- Иерархичность структуры ландшафта, состоящего из подчиненных элементов и являющегося элементом для системы более высокого ранга.

## Методы ландшафтоведения
- Дистанционный
- Картографический
- Палеогеографический и историко-географический
- Геохимический
- Геофизический
- Математическое моделирование

## Исследовательские направления
- Природное ландшафтоведение (исследование незатронутых и мало изменённых человеком ландшафтов)
- Антропогенное ландшафтоведение (исследование изменённых человеком ландшафтов — агроландшафтов, горно-промышленных ландшафтов, садово-парковых ландшафтов и т. п.)
- Техногенное ландшафтоведение (исследование созданных человеком ландшафтов — урбанизированных, промышленных и транспортных)
- Подводное ландшафтоведение (исследование ландшафтов дна водотоков и водоёмов, особенно морской литорали)
- Культурное ландшафтоведение (исследование ландшафтов, представляющих культурно-историческую и художественную ценность)
- Ландшафтное проектирование и планирование (архитектурно-градостроительная и технико-технологическая область ландшафтоведческой науки, главная задача которой — прикладное, инженерное использование её теорий и добытых нею знаний)
- Теоретическое ландшафтоведение.

## История создания и развития
Начало современному ландшафтоведению положили работы немецких ученых XIX века — А. Гумбольдта и К. Риттера. Риттер впервые употребил в географии термин «ландшафт» и написал первое учебное пособие по землеведению. Г. Гомейер в 1805 году дал первое научное определение ландшафта. Александр фон Гумбольдт возродил представления о географической зональности и отстаивал концепцию единства природы, рассматривал природу как живой организм. Вимер и Шлюттер заложили основы собственно ландшафтоведения, как самостоятельной науки.
Во втором десятилетии 21-го в. ландшафтоведение начало перерастать рамки системного подхода и системных интерпретаций, появились трактовки ландшафта как множества, сборки, поверхности смысла и др. Это свидетельствует о дальнейшем развитии науки.
В России основы науки заложили В. В. Докучаев, Л. С. Берг, А. Н. Краснов. На постсоветском пространстве особо бурно развивается с конца 20-го (А.Д. Арманд, А.Ю. Ретеюм, Н.Л. Беручашвили, В.М. Пащенко и др.) и в начале 21-го  (Ю.Г. Тютюнник, А.Н. Ковалёв и др.) века. Осмысливаются наиболее острые, дискуссионные, неординарные проблемы ландшафтоведения, что для развития любой науки является нужным  и полезным.

## Ведущие учёные

### Россия и СССР
В. В. Докучаев — выдающийся русский естествоиспытатель, основоположник генетического почвоведения и один из первых учёных, понявших сущность ландшафта, как естественно-исторического феномена
А. Н. Краснов, профессор Харьковского университета, автор первого в России пособия по землеведению. Краснов совершил кругосветное путешествие, изучал экваториальные и тропические ландшафты.
Л. С. Берг — его можно считать основателем отечественной школы ландшафтоведения, не уступающей по своему потенциалу и значению германским школам. Автор одного из наиболее кондиционных определений ландшафта (1913 г.), которым пользуются до сих пор. Занимался комплексными исследованиями Российской Империи. Разработал систему ландшафтного районирования (работа «Опыт разделения Сибири и Туркестана на ландшафтные и морфологические области»). Автор фундаментального энциклопедического труда о ландшафтных зонах СССР
Г. Ф. Морозов занимался исследованием леса как ландшафтного объекта.
Б. Б. Полынов — основоположник геохимии ландшафта
Л. Г. Раменский занимался геоботаникой и ландшафтоведением, заложил основы морфологии ландшафта.
Н. А. Солнцев — основатель школы ландшафтоведения на географическом факультете МГУ, развил учение о морфологии ландшафта («солнцевское ландшафтоведение»)
М.А. Глазовская -  основоположник геохимии ландшафта
Д. Л. Арманд — один из ведущих ландшафтоведов СССР, основоположник геофизики ландшафтов.
В. Б. Сочава — будучи сторонником геосистменого подхода, предложил оригинальные схемы ландшафтоведческой типологии и иерархии (геомеры и геохоры), заложил основы сибирской ландшафтоведческой школы, в частности учения о полиструктурности геосистем и факторально-динамических рядах геосистем; внёс большой вклад в геоботанику
А. Г. Исаченко — один из ведущих ландшафтоведов СССР, автор монографии «Ландшафты мира», составил ландшафтную карту СССР.
Ф. Н. Мильков — один из ведущих ландшафтоведов СССР, основатель антропогенного ландшафтоведения («воронежская школа»)
В. С. Преображенский — один из ведущих ландшафтоведов СССР, автор моносистемной и полисистемной моделей ландшафта

### Украина
А. М. Маринич: ландшафтная карта Украины, фундаментальная сводка по физико-географическому районированию Украины, изучение ландшафтов Украинского Полесья. 
Г. Миллер: заложил основы ландшафтоведческого изучения горных территорий. 
К. Геренчук: развитие ландшафтоведения солнцевской школы. 
Г. И. Швебс: учение о территориальных природно-хозяйственных системах.

### Грузия
Н. Л. Беручашвилии: развил направление «геофизика ландшафтов» в самостоятельную науку.

### Беларусь
Под влиянием ленинградской и московской школ ландшафтоведения в 1970-х — 80-х в БССР сложилась самобытная школа ландшафтоведения. 
Н. К. Клицунова — методы физико-географических исследований, ландшафтное профилирование. 
И. И. Счастная — рекреационные ландшафты. 
Г. И. Марцинкевич — ландшафтное районирование БССР.

### Германия
Немецкая школа ландшафтоведения занимается в основном вопросами ландшафтного моделирования и изучения природно-антропогенных ландшафтов. Интересной особенностью этой школы является то, что некоторые её представители отождествляли ландшафтоведение с географией вообще, а ландшафт считали главным и характерным предметом исследования географической науки. Сегодня эта точка зрения становится очень актуальной.
А. Геттнер — автор страноведческих ландшафтных исследований Центральной Европы, трудов по истории и задачах географии. Изучение ландшафтов, по его мнению, имело большое воспитательное значение.
Э. Пассарге составил первую ландшафтную карту Южной Африки.
Й. Шмитхюзен
К. Тролль уделял большое внимание связи ландшафтоведения и экологии, ввел термин «ландшафтная экология».
Э. Нееф - автор книги  "Теоретические  основы ландшафтоведения", ставшей эпохальной  для разработки теории ландшафтовдения
Г. Хаазе

### Франция
Французская школа ландшафтоведения занимается в основном изучением географической среды как жилища человека, эстетикой ландшафта. Важной особенностью французской школы является трактовка ландшафта как пейзажа и акцент на гуманитарных сторонах ландшафта. Основатель французской школы ландшафтоведения — Поль Видаль де ла Блаш. Жан-Жак Элизе Реклю — выдающийся её представитель, основоположник современного страноведения. «Земля и люди. Всеобщая география» (19 тт.), «Человек и Земля» (6 тт.). Морис Ронаи ввёл в географию понятие ландшафтности (в романском варианте пейзажности).

### США и Великобритания
Англоязычное ландшафтоведение можно отождествить с так называемой ландшафтной экологией. Как такового, ландшафтоведения у англосаксов практически нет. Во всяком случае, их школы не конкуренты ни русской / советской / постсоветской, ни германской, ни французской школам ландшафтоведения.